# Mikhail Britnev
Mikhail Osipovich Britnev (em russo:  Михаил Осипович Бритнев; Kronstadt, 1822 – Kronstadt, 1889) foi um armador e construtor de navios russo, que criou o primeiro quebra-gelo com casco de metal chamado Pilot em 1864.

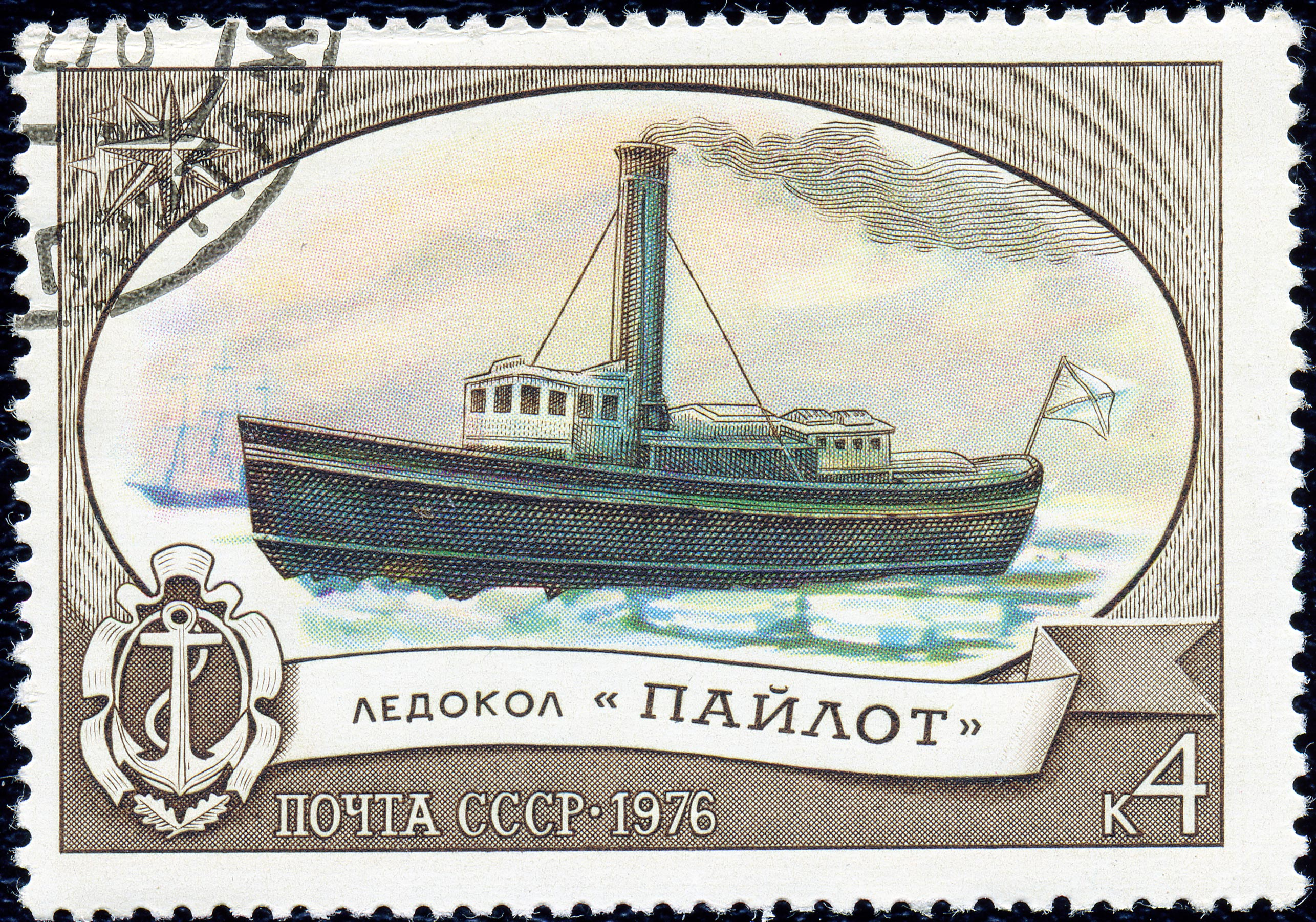
Quebra-gelo Pilot em um selo soviético